# Grube Arago
Die Grube Arago ist eine ehemalige Buntmetallerzgrube im Bensberger Erzrevier in Overath. Der Fundpunkt lag in der Ortschaft Heidermühle in Steinenbrück.

## Geschichte
Johann Friedrich Stuewer mutete am 12./14. März 1853 die Mutung Henriette am Gebirge Hinder Berg bei Overath auf Blei- und Kupfererze, Blende und Eisenstein. Am 1. Juli 1853 wurde die Bauwürdigkeit der Lagerstätte bestätigt. Seine damit erworbenen Rechte veräußerte er kurze Zeit später an die Rheinische Bergwerks-Gesellschaft Saturn zu Cöln. Dieser wurde das Bergeigentum als Längenfeld am 4. Januar 1854 unter dem neuen Namen Arago auf Blei- und Kupfererz sowie auf Blende und Eisenerze verliehen. Die Umwandlung in ein Geviertfeld erfolgte mit Verleihungsurkunden am 29. Juni 1866 in den „Gemeinden Löderich, Balken und Heiliger“. Am 1. Dezember 1873 wurde die 1837 von dem belgischen Bankier und Industriellen François-Dominique Mosselman gegründete „Société Anonyme des Mines et Fonderies de Zinc de la Vieille-Montagne“ neuer Eigentümer.

## Betrieb und Anlagen
Das Grubenfeld Arago lag zwischen Großhurden, Bech und Heiligenhaus. Es gab einen tiefen Stollen etwa 100 Meter westlich von dem Haus Heidermühle 7a, über den auch die Förderung des Materials erfolgt ist. Zu ihm gehörte eine Haldenaufschüttung in der Nähe der Häuser Grabenstraße, die man beseitigt hat. Dort befand sich auch eine Aufbereitung. Sodann gab es einen oberen Stollen am nördlichen Berghang hinter den Häusern von Heidermühle, der nicht mehr zugängig ist. In dem bewaldeten Steilhang findet man mehrere Pingen von Altbergbau und die Pinge eines Luftschachtes. Über die Betriebstätigkeiten gibt es keine Informationen. Die vorhandenen Spuren zeigen aber, dass der Bergbau hier bereits spätestens im Mittelalter stattgefunden hat.